# Lista de prefeitos de Ribeira do Pombal
Esta é uma lista de prefeitos do município brasileiro de Ribeira do Pombal, localizado no nordeste do estado da Bahia.
O cargo de prefeito no Brasil, foi criado em 11 de abril de 1835, pela assembleia provincial paulista, em reação aos amplos poderes conferidos pelo Código de Processo Criminal de 1832 às câmaras municipais. Seguiram o exemplo paulista seis províncias do nordeste brasileiro (Alagoas, Ceará, Maranhão, Paraíba, Pernambuco e Sergipe).
Sob a vigente ordem constitucional, essa designação é dada ao funcionário público do Poder Executivo municipal, que exerce seu cargo em função de uma legislatura (mandato), sendo para tanto eleito a cada quatro anos, podendo ser reeleito por mais 4 anos (segundo mandato).
Funções
O poder executivo municipal chefia a administração e comanda os serviços públicos, tendo como comandante o prefeito.
A partir da constituição brasileira de 1934, o cargo de prefeito passou a ser o único, em todo o Brasil, ao qual estão atribuídas as funções de chefe do poder executivo do governo local, em simetria aos chefes dos executivos da União e do estado, portanto, em forma monocrática. Este texto quer dizer que deverá haver harmonia e integração de ação entre as esferas envolvidas sem a intervenção de uma na outra, exceto nos casos previstos na Constituição Federal.
Eleições
O prefeito é eleito por sufrágio universal, secreto, direto, em pleito simultâneo em todo o País, realizado a cada quatro anos, no primeiro domingo de outubro.
E trinta dias após tem lugar o segundo turno, se o eleito em primeiro lugar não atingir 50% dos votos válidos mais um voto, no caso de municípios com mais de duzentos mil eleitores.
Conforme a legislação eleitoral atual no Brasil para tornar-se elegível, exige-se uma série de requisitos;
- Possuir nacionalidade brasileira ou portuguesa (neste caso, o cidadão português deve se encontrar amparado pelo Estatuto de Igualdade entre Portugueses e Brasileiros),
- Título de eleitor em dia e estar em gozo pleno do exercício dos direitos políticos,
- Domicilio eleitoral na circunscrição na qual o candidato se apresenta,
- Filiação partidária,
- Ser alfabetizado (tópico invalidado pela atual constituição brasileira de 1988),
- Desincompatibilização de cargo público — Se ocupa um cargo público deve sair seis meses antes das eleições e voltar caso possa só após seis meses ao pleito eleitoral,
- Renúncia de outro mandado até seis meses antes do pleito e não ser parente afim ou consangüíneo, até segundo grau, ou cônjuge de titular de cargo eletivo; pode, entretanto, ser candidato à reeleição (artigo 14 da Constituição),
- Ter idade mínima de 21 anos.

## Lista de prefeitos desde 1948
| N°                               | Prefeito                                      | Imagem                          | Partido                                          | Partido                                     | Início de mandato                       | Término de mandato                      | Observações                           | Fontes                          |
| República Populista (1945-1964)  | República Populista (1945-1964)               | República Populista (1945-1964) | República Populista (1945-1964)                  | República Populista (1945-1964)             | República Populista (1945-1964)         | República Populista (1945-1964)         | República Populista (1945-1964)       | República Populista (1945-1964) |
| -------------------------------- | --------------------------------------------- | ------------------------------- | ------------------------------------------------ | ------------------------------------------- | --------------------------------------- | --------------------------------------- | ------------------------------------- | ------------------------------- |
| 1°                               | José Domingues Brito Silva Ferreira Brito     |                                 |                                                  | Partido Social Democrático PSD              | 1948                                    | 1951                                    | Prefeito eleito em sufrágio universal | [ 3 ]                           |
| 2°                               | José Leôncio Chaves                           |                                 | 1951                                             | Partido Social Democrático PSD              | 1955                                    | [ 4 ]                                   | Prefeito eleito em sufrágio universal |                                 |
| 3°                               | José Domingues Brito Silva Ferreira Brito     |                                 | 1955                                             | Partido Social Democrático PSD              | 1959                                    | [ 5 ]                                   | Prefeito eleito em sufrágio universal |                                 |
| 4°                               | João Lourenço de Santana João Firmino         |                                 | 1959                                             | Partido Social Democrático PSD              | 1963                                    | [ 6 ]                                   | Prefeito eleito em sufrágio universal |                                 |
| 5°                               | José Domingues Brito Silva Ferreira Brito     |                                 | 1963                                             | Partido Social Democrático PSD              | 1967                                    | [ 7 ]                                   | Prefeito eleito em sufrágio universal |                                 |
| Ditadura Militar (1964-1985)     |                                               |                                 |                                                  |                                             |                                         |                                         |                                       |                                 |
| 6°                               | Pedro Rodrigues da Conceição                  |                                 |                                                  | Aliança Renovadora Nacional ARENA           | 1967                                    | 1° de fevereiro de 1971                 | Prefeito eleito em sufrágio universal | [ 8 ]                           |
| 6°                               | Décio de Santana Dr. Décio                    |                                 | 1° de fevereiro de 1971                          | Aliança Renovadora Nacional ARENA           | 1° de fevereiro de 1973                 | [ 9 ]                                   | Prefeito eleito em sufrágio universal |                                 |
| 7°                               | José Domingues Brito Silva Ferreira Brito     |                                 | 1° de fevereiro de 1973                          | Aliança Renovadora Nacional ARENA           | 1° de fevereiro de 1977                 | [ 10 ]                                  | Prefeito eleito em sufrágio universal |                                 |
| 8°                               | Edval Calasans de Macêdo Sr. Divá             |                                 | 1° de fevereiro de 1977                          | Aliança Renovadora Nacional ARENA           | 1° de fevereiro de 1983                 | [ 11 ]                                  | Prefeito eleito em sufrágio universal |                                 |
| 9°                               | Pedro Rodrigues da Conceição                  |                                 |                                                  | Partido Democrático Social PDS              | 1° de fevereiro de 1983                 | 1° de janeiro de 1989                   | Prefeito eleito em sufrágio universal | [ 12 ]                          |
| Nova República (1988-Atualidade) |                                               |                                 |                                                  |                                             |                                         |                                         |                                       |                                 |
| 10°                              | Nilson Passos Brito                           |                                 |                                                  |                                             | 1° de janeiro de 1989                   | 1° de janeiro de 1993                   | Prefeito eleito em sufrágio universal | [ 13 ]                          |
| 11°                              | José Renato Brito Silva                       |                                 |                                                  |                                             | 1° de janeiro de 1993                   | 1° de janeiro de 1997                   | Prefeito eleito em sufrágio universal | [ 13 ]                          |
| 12°                              | Edvaldo Cardoso Calasans "Dadá"               |                                 |                                                  | Partido da Social Democracia BrasileiraPSDB | 1° de janeiro de 1997                   | 1° de janeiro de 2001                   | Prefeito eleito em sufrágio universal | [ 13 ] [ 14 ]                   |
| 12°                              | Edvaldo Cardoso Calasans "Dadá"               | 1° de janeiro de 2001           | 1° de janeiro de 2005                            | Partido da Social Democracia BrasileiraPSDB | Prefeito reeleito em sufrágio universal | [ 13 ] [ 14 ]                           |                                       |                                 |
| 13°                              | José Lourenço Morais da Silva Júnior Zé Grilo |                                 |                                                  | Partido Trabalhista Cristão PTC             | 1° de janeiro de 2005                   | 1° de janeiro de 2009                   | Prefeito eleito em sufrágio universal | [ 15 ]                          |
| 13°                              | José Lourenço Morais da Silva Júnior Zé Grilo |                                 | Partido do Movimento Democrático Brasileiro PMDB | 1° de janeiro de 2009                       | 1° de janeiro de 2013                   | Prefeito reeleito em sufrágio universal | [ 16 ] [ 17 ]                         |                                 |
| 14°                              | Ricardo Maia Chaves de Souza                  |                                 |                                                  | Partido Social Democrático PSD              | 1° de janeiro de 2013                   | 1° de janeiro de 2017                   | Prefeito eleito em sufrágio universal | [ 18 ]                          |
| 14°                              | Ricardo Maia Chaves de Souza                  | 1° de janeiro de 2017           | 1° de janeiro de 2021                            | Partido Social Democrático PSD              | Prefeito reeleito em sufrágio universal | [ 19 ]                                  |                                       |                                 |
| 15°                              | Eriksson Santos Silva                         |                                 | 1° de janeiro de 2021                            | Partido Social Democrático PSD              | 1° de janeiro de 2025                   | Prefeito eleito em sufrágio universal   | [ 20 ]                                |                                 |
| 15°                              | Eriksson Santos Silva                         |                                 | Movimento Democrático Brasileiro MDB             | 1° de janeiro de 2025                       | Incumbente                              | Prefeito reeleito em sufrágio universal | [ 21 ]                                |                                 |